# Campoplex polychrosidis
Campoplex polychrosidis är en stekelart som beskrevs av Henry Lorenz Viereck 1912. Campoplex polychrosidis ingår i släktet Campoplex och familjen brokparasitsteklar. Inga underarter finns listade.